# BR-431
A BR-431 é uma rodovia federal de ligação brasileira que conecta a vila de Jundiá, na BR-174, à vila de Santa Maria do Boiaçu, ambas no município de Rorainópolis. A rodovia está totalmente situada no estado de Roraima. 
Atualmente cerca de 45 quilômetros foram abertos e outros 80 são planejados. Um trecho foi aberto desde Jundiá para oeste, perdendo-se na mata densa; e o outro saindo de Santa Maria do Boiaçu para leste, também interrompido pela selva. Este hiato representa o segmento ainda planejado. Há estradas-vicinais implantadas junto ao Boiaçu.
A rodovia atravessa a floresta amazônica e ainda não possui pavimentação. Anteriormente chamou-se RR-480, recebendo o nome atual após a federalização da estrada.

## Localidades atendidas
Segue relação de comunidades cortadas pela BR-431.
 Município de Rorainópolis
- Vila do Jundiá (km 0)
- Vila de Santa Maria do Boiaçu